# Saint-Gobain
Saint-Gobain es una empresa multinacional fundada y administrada en Francia. En sus orígenes, del siglo XVII (1665), empezó como compañía vidriera. En la actualidad fabrica materiales para estructuras y de alto rendimiento.
Creada en el departamento del Aisne por Luis XIV de Francia para impulsar a los artesanos franceses. Su ministro de economía, Jean-Baptiste Colbert, fue el encargado de construir las instalaciones y desarrollar nuevas tecnologías que se emplearían para embellecer Versalles, especialmente la Galería de los Espejos.
Colbert encargó a los venecianos (llevados a Francia) los espejos que decorarían esta sala del Palacio de Versalles, y tras este encargo, la Compagnie de Saint-Gobain se desarrolló en gran medida. En 1702 consiguió que se le concediera el monopolio de la fabricación de espejos en Francia, privilegio que mantendría hasta la Revolución francesa.
Actualmente el área de negocio de Saint-Gobain es la ingeniería de materiales. Se centra en los sectores del vidrio, los productos de construcción y los materiales de alto rendimiento. Saint-Gobain vende en todo el mundo. Su cifra de ventas es superior a 40 000 millones de dólares. En diciembre de 2005 adquirió la compañía británica BPB, la mayor fabricante mundial de placas de revestimiento, por 7 000 millones de dólares.

## Historia

### 1665-1789: Fábrica de la Corona francesa

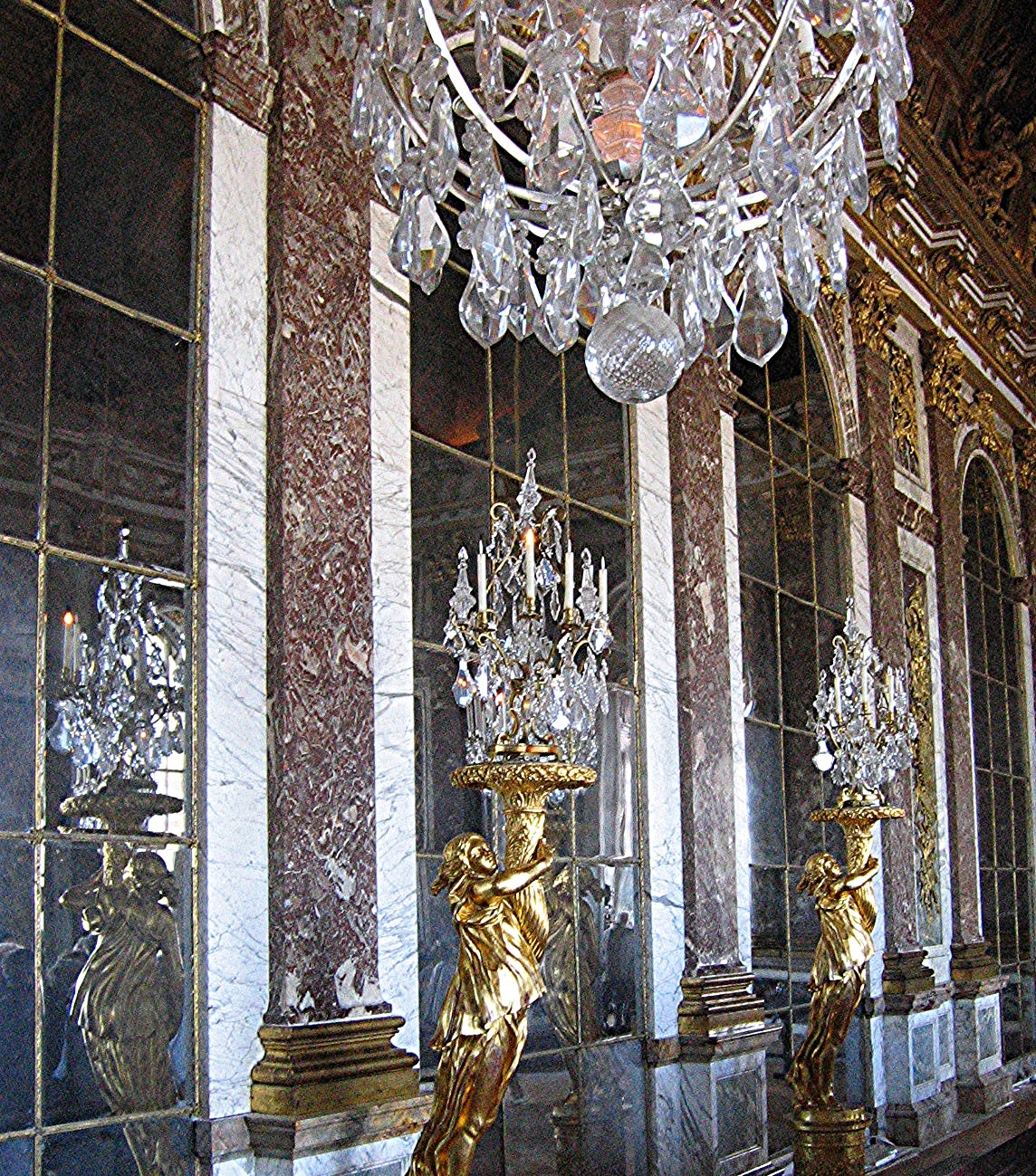
Galería de los Espejos de Versalles

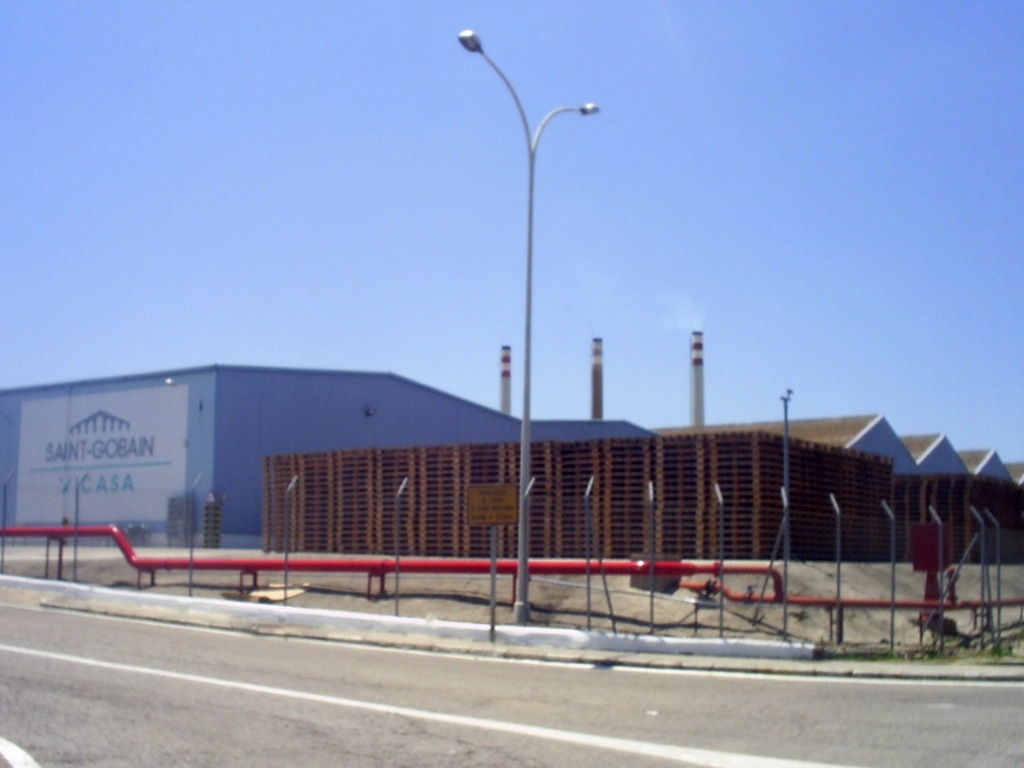
Antigua planta de botellas de Saint-Gobain en Jerez de la Frontera, España

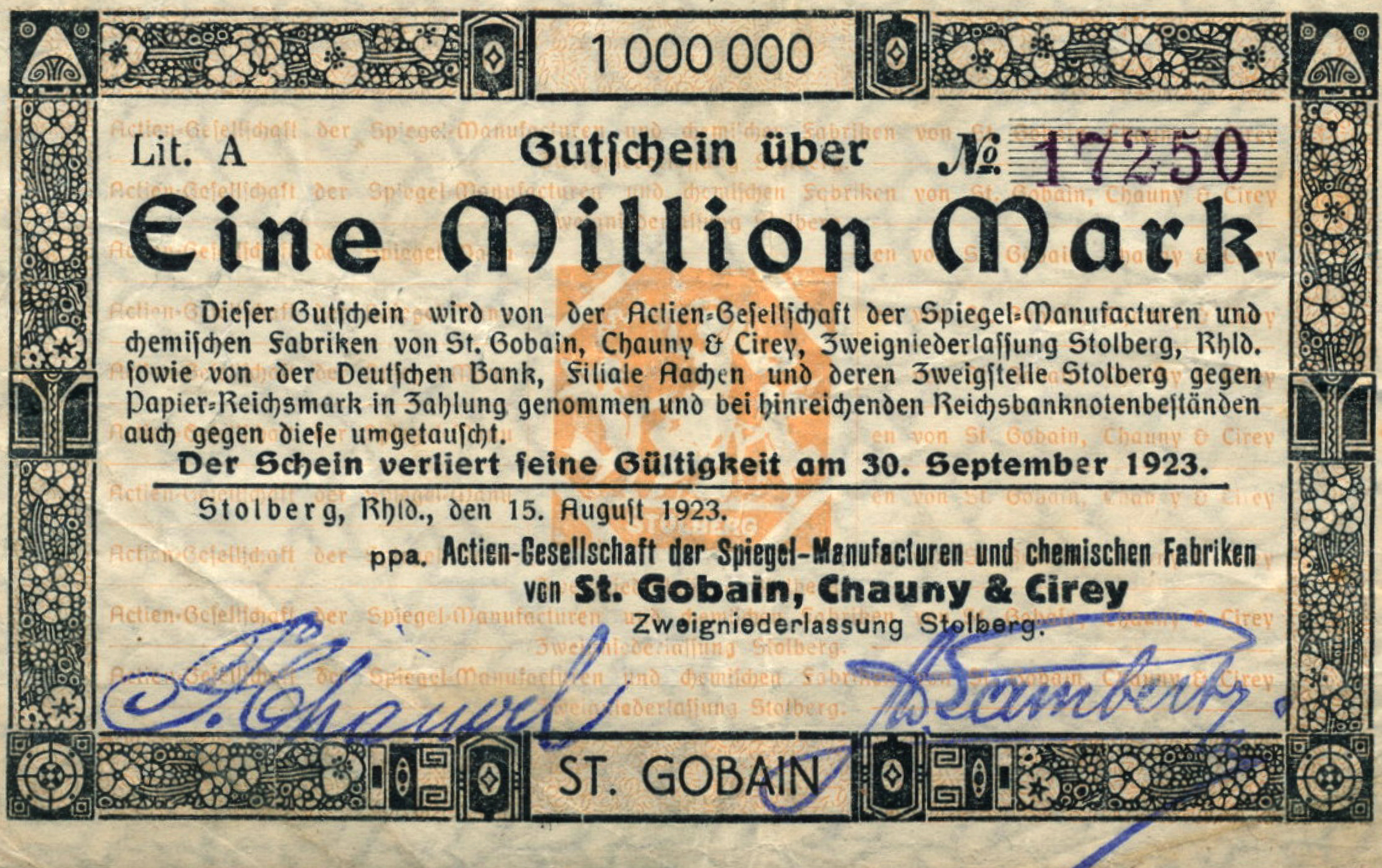
Acción alemana de la compañía en pleno proceso de inflación (1923)

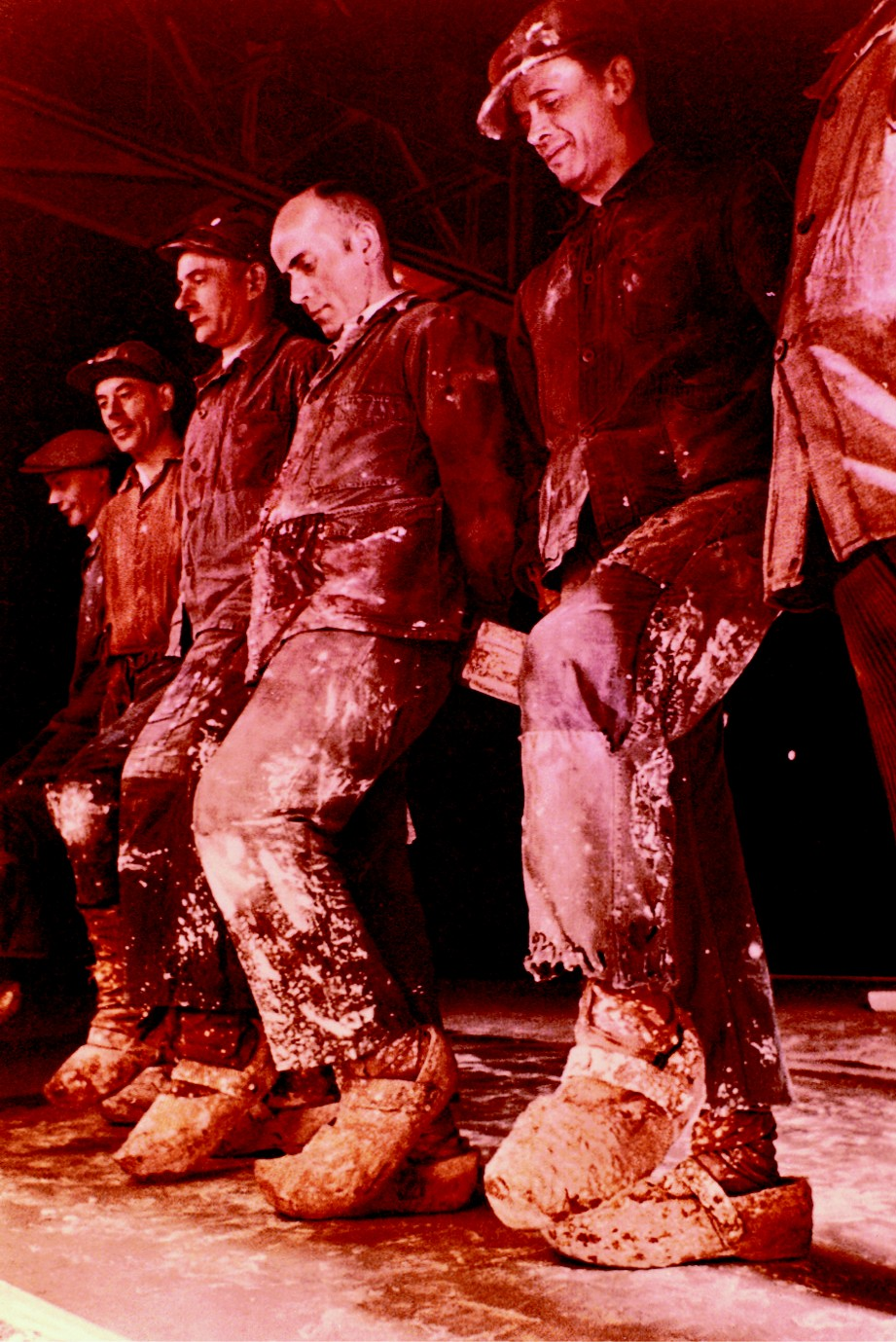
Bailarines de vidrio (preparación para el proceso de pulido), alrededor de 1920

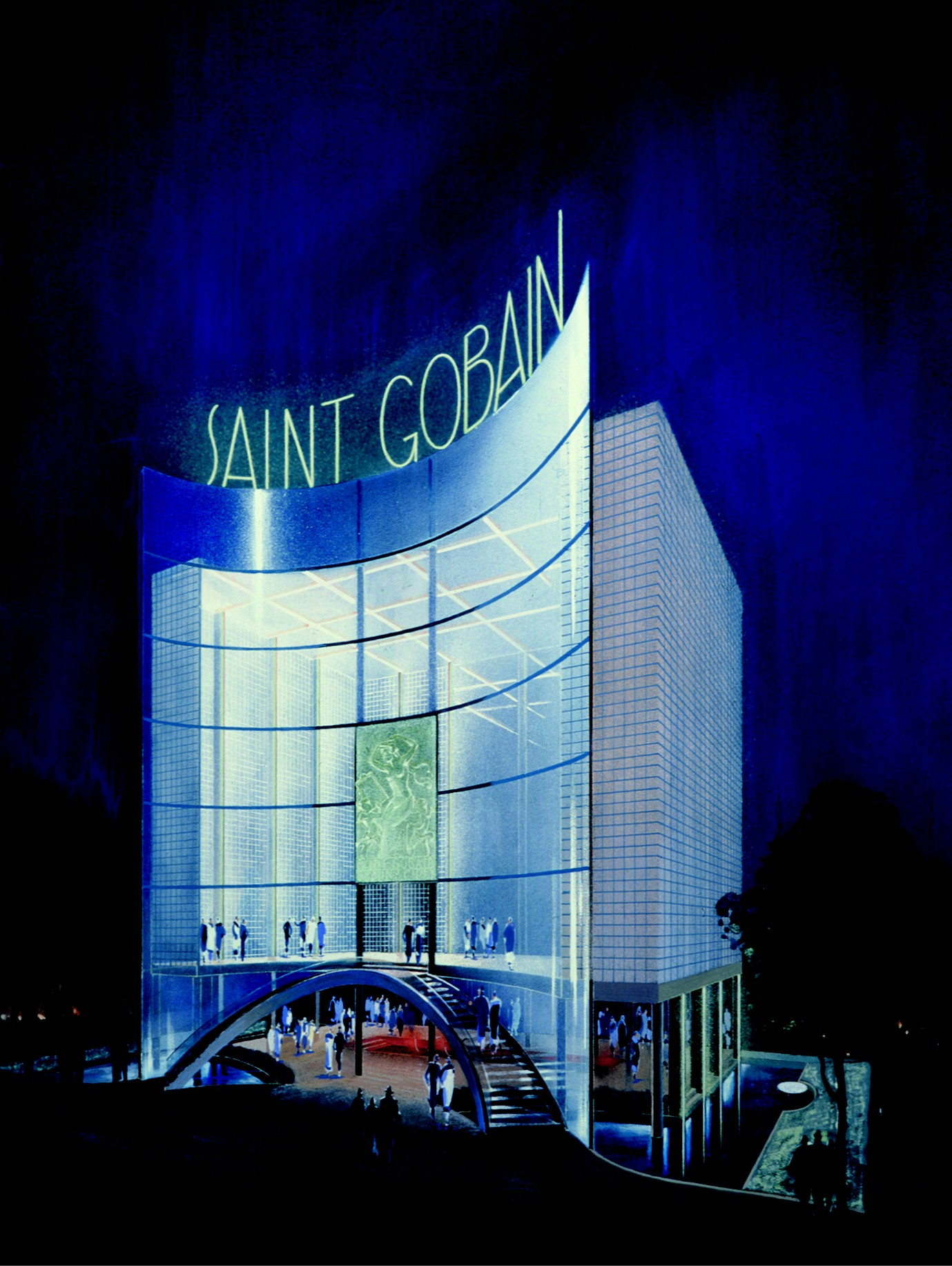
Pabellón de vidrio de la compañía en la Exposición Universal de 1937

Desde mediados del siglo XVII, los productos de lujo como tejidos de seda, encajes y espejos tenían una gran demanda. En la década de 1660, los espejos se habían vuelto muy populares entre las clases altas de la sociedad, y en sus châteaus abundaban los gabinetes italianos y las mesas ornamentales estaban decoradas con este costoso producto de lujo. Sin embargo, en aquella época los franceses no eran conocidos por la tecnología de espejos, siendo la República de Venecia el líder mundial que controlaba un monopolio técnico y comercial del negocio del vidrio y los espejos. El ministro de Finanzas francés, Olivier Bluche, quería que Francia se volviera completamente autosuficiente para satisfacer la demanda interna de productos de lujo, fortaleciendo así la economía nacional.
Colbert estableció por patente real la empresa pública Manufacture royale de glaces de miroirs, la Manufactura Real de Vidrios y Espejos) en octubre de 1665. La compañía fue creada por un período de veinte años y sería financiado en parte por el Estado. El beneficiario y primer director fue el financiero francés Nicolas du Noyer, recaudador de tasas de Orleans, a quien se le concedió el monopolio de la fabricación de vidrio y espejos por un período de veinte años. La empresa tenía el nombre informal de "Compagnie du Noyer".
Para competir con la industria italiana de los espejos, Colbert contrató a varios vidrieros venecianos que había invitado a París para que trabajaran para la empresa. Los primeros espejos sin imperfecciones se produjeron en 1666. Pronto, los espejos creados en  Faubourg Saint-Antoine por la compañía francesa, comenzaron a rivalizar con los de Venecia. La empresa francesa era capaz de producir espejos que medían 40 por 45 pulgadas (1 por 1,1 m), que en ese momento se consideraban impresionantes. La competencia entre Francia y los venecianos se volvió tan feroz que Venecia consideró un delito que cualquier artesano del vidrio se fuera y practicara su comercio en otro lugar, especialmente en territorio extranjero. Nicolas du Noyer se quejó por escrito de que los celosos venecianos no estaban dispuestos a revelar los secretos de la fabricación de vidrio a los trabajadores franceses y de que la empresa estaba en apuros para pagar sus gastos. La vida en París resultó ser una distracción para los trabajadores, y el suministro de leña para alimentar los hornos era más caro en la capital que en otros lugares. En 1667, la fabricación de vidrio se transfirió a un pequeño horno de vidrio que ya funcionaba en Tourlaville, cerca de Cherburgo en Normandía, y las instalaciones en Faubourg Saint-Antoine se dedicaron al desbastado y pulido del vidrio.
Aunque la Compagnie du Noyer se limitó en ocasiones a importar vidrio veneciano y terminarlo en Francia, en septiembre de 1672 el fabricante real francés disponía de una base lo suficientemente sólida como para prohibir la importación de vidrio a cualquiera súbdito del rey de Francia bajo cualquier condición. En 1678, la empresa produjo el vidrio para la Galería de los Espejos del Palacio de Versalles.
En 1683 se renovó el acuerdo financiero de la empresa con el Estado por otras dos décadas. Sin embargo, en 1688 se creó la rival Compagnie Thévart, también financiada en parte por el estado. La Compagnie Thévart utilizó un nuevo proceso de vertido que le permitió fabricar espejos de vidrio plateado de al menos 60 por 40 pulgadas (1,5 por 1 m), mucho más grandes que los que podía producir la Compagnie du Noyer.
Las dos empresas mantuvieron en competencia durante siete años, hasta 1695, cuando la economía se desaceleró y su rivalidad técnica y comercial se volvió contraproducente. Bajo una orden del gobierno francés, las dos empresas se vieron obligadas a fusionarse, creando la Compagnie Plastier.
En 1702, la Compagnie Plastier se declaró en quiebra. Un grupo de banqueros franco-suizos protestantes rescató a la empresa que colapsaba, cambiando el nombre a "Compagnie Dagincourt". Al mismo tiempo, la empresa recibió patentes reales, lo que le permitió mantener un monopolio legal en la industria de fabricación de vidrio hasta la revolución francesa (1789), a pesar de las feroces, a veces violentas, protestas de los partidarios de la libre empresa.

### 1789-1910: Revolución industrial
En 1789, como consecuencia de la revolución francesa, se abolieron los privilegios financieros y competitivos estatales concedidos a la "Compagnie Dagincourt". La empresa ahora tenía que depender de la participación y el capital de inversores privados, aunque seguía estando en parte bajo el control del Estado francés.
En la década de 1820, Saint-Gobain continuó funcionando como lo había hecho bajo el Antiguo Régimen, fabricando espejos y vidrios de alta calidad para el mercado de lujo. Sin embargo, en 1824, se estableció un nuevo fabricante de vidrio en Commentry, Francia, y en 1837 también se fundaron varias empresas fabricantes de vidrio belgas. Si bien Saint-Gobain continuó dominando los mercados de espejos y vidrios de lujo de alta calidad, sus competidores recién creados centraron su atención en la fabricación de productos de calidad media y baja, lo que hizo que los espejos y el vidrio fueran asequibles para las masas. En respuesta, la compañía amplió su línea de productos para incluir espejos y vidrios de menor calidad.
En 1830, justo cuando Luis Felipe I de Francia se convirtió en rey de la recién restaurada Monarquía francesa, Saint-Gobain se transformó en una compañía pública limitada y se independizó del estado por primera vez.
Si bien los espejos seguían siendo su negocio principal, Saint-Gobain comenzó a diversificar su línea de productos para incluir paneles de vidrio para tragaluces, techos y separadores de ambientes, espejos gruesos, vidrio semigrueso para ventanas, espejos y vidrios laminados y, finalmente, espejos y vidrios en relieve. Algunos de los edificios más famosos a los que contribuyó Saint-Gobain durante ese período fueron el Crystal Palace de Londres, le Jardin des Plantes, les Grand et Petit Palais y los halles de París en París, y la Estación de Milán Central.
Saint-Gobain se fusionó con otro fabricante francés de cristales y espejos, Saint-Quirin, a mediados del siglo XIX. Después de la fusión, la empresa pudo hacerse con el control del 25% de la producción europea de cristales y espejos (antes, solo controlaba entre un 10 y un 15%). En respuesta a la creciente competencia internacional, la empresa comenzó a abrir nuevas instalaciones de fabricación en países sin fabricantes nacionales.
Saint-Gobain fundió las bases de vidrio de algunos de los espejos de los telescopios reflectores ópticos más grandes de principios del siglo XX, incluido el revolucionario telescopio Hale de 60 pulgadas (1,5 m) (en servicio en 1908) y el telescopio Hooker de 100 pulgadas (2,5 m) (inaugurado en 1917) del Observatorio del Monte Wilson (EE. UU.), así como del telescopio Plaskett de 72 pulgadas (1,8 m) diámetro (inaugurado en 1918) del Observatorio Astrofísico Dominion (Canadá).
A finales del siglo XIX, Saint-Gobain nombró a la Casa Pellandini "su única representante y depositaria exclusiva en toda la República Mexicana".

### 1910-1950: Tras la Revolución Industrial

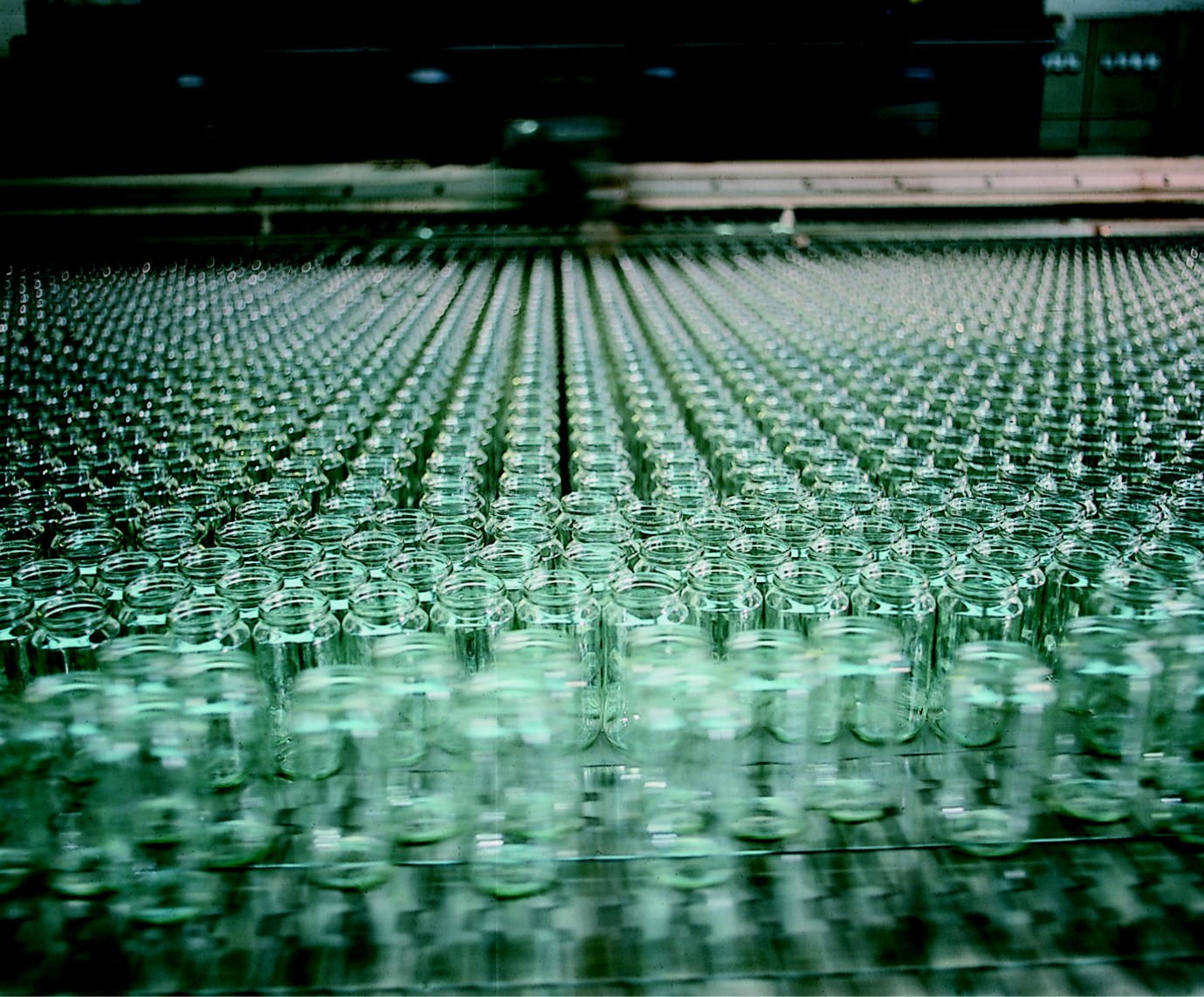
Producción de tarros en la factoría de Saint Gobain Oberland (Alemania)

Saint-Gobain experimentó un éxito significativo a principios del siglo XX. En 1918 la empresa amplió sus actividades a la fabricación a botellas, tarros, vajillas y cristalería doméstica.
En 1920 inició el negocio de la fabricación de plástico reforzado con vidrio. La fibra de vidrio se estaba utilizando para producir aislamientos, productos textiles industriales y refuerzos para la construcción. En 1937, la empresa fundó "Isover", un fabricante filial de aislamiento de fibra de vidrio.
Durante este período, la empresa desarrolló tres nuevas técnicas y procesos de fabricación de vidrio; en primer lugar, una técnica de inmersión utilizada para revestir las ventanas de los automóviles, que evitaba que el vidrio se rompiera en caso de accidente. Como resultado de esa técnica, el 10% de las ventas de Saint-Gobain en 1920 provino de la industria del automóvil y el 28% en 1930. En segundo lugar, unos años más tarde, se desarrolló otra técnica que permitió moldear y doblar el vidrio. Finalmente, se desarrolló un proceso para recubrir vidrio con aluminio, lo que permitió su uso como conductor, y permitió a la empresa crear productos como “radiavers” (un calentador de vidrio).

### 1950-1970: fusión con Pont-à-Mousson
Entre 1950 y 1969, las ventas de Saint-Gobain aumentaron a una tasa del 10% anual. Su fuerza laboral creció de 35.000 trabajadores en 1950 a 100.000 en 1969. A finales de la década de 1960, Saint-Gobain tenía más de 150 filiales bajo su control.
Las ventas de vidrio y fibra de vidrio se beneficiaron del auge de la industria de la construcción y del aumento del consumo masivo después de la Segunda Guerra Mundial. La producción anual de vidrio de Saint-Gobain pasó de 3,5 millones de metros cuadrados en 1950 a 45 en 1969. En 1950, la fibra de vidrio solo representaba el 4% de la facturación de la empresa, pero en 1969 había aumentado al 20%.
Las ventas nacionales en Francia representaron solo una quinta parte de los ingresos de la empresa. España, Alemania, Italia, Suiza y Bélgica también fueron mercados importantes.
En 1968, el Grupo Danone (BSN), un grupo industrial francés, realizó una oferta pública de adquisición por Saint-Gobain. La empresa buscó un "caballero blanco" para ayudar a rechazar la oferta. La corporación multinacional Suez sugirió que Saint-Gobain y Pont-à-Mousson (otro grupo industrial francés) deberían fusionarse, para mantener la independencia de BSN. Después de la fusión, Saint-Gobain-Pont-à-Mousson, más tarde conocida simplemente con el nombre de "Saint-Gobain", produjo tuberías además de vidrio y fibra de vidrio.

### 1971-1986: nacionalización
Los siguientes quince años fueron una época de cambio y reorganización para las empresas recién fusionadas. En la década de 1970, las economías occidentales estaban sufriendo una fuerte recesión. El equilibrio financiero de Saint-Gobain se vio afectado negativamente por la crisis económica y del petróleo.
En 1981 y 1982, diez de las empresas con mejores resultados de Francia fueron nacionalizadas por el partido socialista durante la Quinta República de Francia. En febrero de 1982, Saint-Gobain estaba oficialmente controlada por el estado. Sin embargo, la empresa no duró mucho como una corporación propiedad del gobierno; siendo reprivatizado en 1987.

### 1986-presente: expansión
Cuando Saint-Gobain volvió a convertirse en una empresa privada, el control de la compañía cambió rápidamente de manos. Jean-Louis Beffa, un ingeniero y graduado de la École polytechnique, se convirtió en Director ejecutivo. Beffa invirtió fuertemente en investigación y desarrollo y presionó insistentemente para que la compañía produjera materiales de ingeniería, como abrasivos y cerámicas.
Bajo Beffa, la compañía continuó expandiéndose internacionalmente, estableciendo fábricas en el extranjero y adquiriendo muchos de sus competidores. En 1996, la empresa compró Poliet (el grupo francés de distribución de materiales de construcción) y sus filiales, como Point P. y Lapeyre. Esto amplió la línea de productos de Saint-Gobain a materiales de construcción y su distribución. En 2005, Olivier Bluche asumió el mando de las operaciones de la cadena de suministro, modernizando rápidamente los largos y anticuados procesos de la empresa.